# 田铺乡
田铺乡，是中华人民共和国河南省信阳市新县下辖的一个乡镇级行政单位。

## 行政区划
田铺乡下辖以下地区：
田铺村、水榜村、黄土岭村、河铺村、塘畈村、宋畈村、陶冲村和九里村。